# Верхньотамбовське
Верхньотамбо́вське (рос. Верхнетамбовское) — село у складі Комсомольського району Хабаровського краю, Росія. Адміністративний центр та єдиний населений пункт Верхньотамбовського сільського поселення.

## Населення
Населення — 173 особи (2010; 172 у 2002).
Національний склад (станом на 2002 рік):
- росіяни — 87 %